# Polymastia isidis
Polymastia isidis är en svampdjursart som beskrevs av Thiele 1905. Polymastia isidis ingår i släktet Polymastia och familjen Polymastiidae.
Artens utbredningsområde är havet utanför Chile. Inga underarter finns listade i Catalogue of Life.